# Emeli Sandé
Adele Emeli Sandé (Sunderland, 10 maart 1987) is een Britse singer-songwriter. Ze scoorde internationaal hits met nummers als Beneath your beautiful, Next to me en Read all about it (pt III).

## Levensloop
Emeli Sandé werd geboren in Sunderland en groeide vanaf vierjarige leeftijd op in Schotland. Ze studeerde geneeskunde aan de universiteit van Glasgow, maar brak haar studie af om zich aan haar muzikale carrière te wijden.
In augustus 2011 verscheen haar solosingle Heaven en in november dat jaar de opvolger Daddy, beide singles als voorloper op haar debuutalbum van 6 februari 2012, Our version of events. Ze was ook te horen op de debuutsingle van Chipmunk en op Read all about it van Professor Green, die allebei hitnoteringen behaalden. Sandé schreef reeds nummers voor onder meer Cher Lloyd, Susan Boyle, Preeya Kalidas, Leona Lewis, Cheryl Cole en Tinie Tempah. Ze won op 15 december 2011 de Brit Award Critics Choice 2012 als meest beloftevolle nieuwe artiest, een categorie waarin Jessie J, Ellie Goulding, Florence and the Machine en Adele haar de laatste jaren voorgingen.
In 2012 trad ze op in zowel de opening- als de slotceremonie van de Olympische Zomerspelen in Londen.
Emeli Sandé won in 2013 een European Border Breakers Award. De European Border Breakers Awards (EBBA) zijn prijzen die jaarlijks worden uitgereikt aan tien jonge veelbelovende Europese artiesten die het jaar ervoor succesvol buiten de eigen landsgrenzen debuteerden.
Ze maakte begin 2012 bekend verloofd te zijn met haar vriend, een wetenschapper, die anoniem wenste te blijven. In september 2012 trouwden ze in Montenegro en werd zijn naam alsnog bekend. Een jaar later scheidden ze.

## Trivia
- Op 28 april 2013 schreef Emeli Sandé in Groot-Brittannië muziekgeschiedenis: haar debuutalbum Our version of events stond voor de 63e week in de top tien van de Britse albumlijst, het langst sinds het record van The Beatles, die in de jaren zestig 62 weken in de top tien stonden met hun debuut Please please me.

## Discografie

### Albums
| Album met eventuele hitnotering(en) in de Nederlandse Album Top 100 | Datum van verschijnen | Datum van binnenkomst | Hoogste positie | Aantal weken | Opmerkingen |
| ------------------------------------------------------------------- | --------------------- | --------------------- | --------------- | ------------ | ----------- |
| Our Version of Events                                               | 10-02-2012            | 18-02-2012            | 3               | 86           |             |
| Live at the Royal Albert Hall                                       | 2013                  | 23-02-2013            | 24              | 29           |             |
| Long Live the Angels                                                | 2016                  | 19-11-2016            | 21              | 9            |             |
| Real Life                                                           | 2019                  | 21-09-2019            | 51              | 1            |             |

| Album met hitnotering(en) in de Vlaamse Ultratop 200 albums | Datum van verschijnen | Datum van binnenkomst | Hoogste positie | Aantal weken | Opmerkingen |
| ----------------------------------------------------------- | --------------------- | --------------------- | --------------- | ------------ | ----------- |
| Our Version of Events                                       | 10-02-2012            | 18-02-2012            | 3               | 86           |             |
| Live at the Royal Albert Hall                               | 2013                  | 23-02-2013            | 7               | 35           |             |
| Long Live the Angels                                        | 2016                  | 19-11-2016            | 9               | 47           |             |
| Real Life                                                   | 2019                  | 21-09-2019            | 25              | 2            |             |
| Let's Stay for Instance                                     | 2022                  | 14-05-2022            | 68              | 1            |             |

### Singles
| Single met eventuele hitnotering(en) in de Nederlandse Top 40 | Datum van verschijnen | Datum van binnenkomst | Hoogste positie | Aantal weken | Opmerkingen                                                  |
| ------------------------------------------------------------- | --------------------- | --------------------- | --------------- | ------------ | ------------------------------------------------------------ |
| Heaven                                                        | 12-08-2011            | 03-09-2011            | tip3            | -            | Nr. 69 in de Single Top 100                                  |
| Next to Me                                                    | 10-02-2012            | 25-02-2012            | 3               | 23           | Nr. 4 in de Single Top 100                                   |
| My Kind of Love                                               | 08-06-2012            | 14-07-2012            | tip12           | -            | Nr. 79 in de Single Top 100                                  |
| Beneath Your Beautiful                                        | 18-10-2012            | 24-11-2012            | 16              | 17           | met Labrinth / Nr. 15 in de Single Top 100 / Alarmschijf     |
| Clown                                                         | 03-02-2013            | 24-11-2012            | tip4            | -            | Nr. 25 in de Single Top 100                                  |
| Read All About It (Pt III)                                    | 2011                  | 11-05-2013            | 4               | 21           | Nr. 5 in de Single Top 100 / Alarmschijf                     |
| Bitch, Don't Kill My Vibe                                     | 19-03-2013            | 20-07-2013            | tip16           | -            | met Kendrick Lamar                                           |
| Lifted                                                        | 18-08-2013            | 14-09-2013            | 29              | 4            | met Naughty Boy / Nr. 63 in de Single Top 100 / Alarmschijf  |
| What I Did for Love                                           | 2015                  | 31-01-2015            | 34              | 3            | met David Guetta / Nr. 56 in de Single Top 100 / Alarmschijf |
| Hurts                                                         | 2016                  | 24-09-2016            | tip10           | -            |                                                              |

| Single met hitnotering(en) in de Vlaamse Ultratop 50 | Datum van verschijnen | Datum van binnenkomst | Hoogste positie | Aantal weken | Opmerkingen                                   |
| ---------------------------------------------------- | --------------------- | --------------------- | --------------- | ------------ | --------------------------------------------- |
| Heaven                                               | 2011                  | 10-09-2011            | 23              | 11           |                                               |
| Daddy                                                | 21-11-2011            | 03-12-2011            | tip12           | -            | met Naughty Boy / Nr. 11 in de Radio 2 Top 30 |
| Read All About It                                    | 17-10-2011            | 14-01-2012            | 21              | 6            | met Professor Green                           |
| Next to Me                                           | 2012                  | 10-03-2012            | 6               | 18           | Nr. 6 in de Radio 2 Top 30                    |
| My Kind of Love                                      | 2012                  | 06-07-2012            | 22              | 11           |                                               |
| Read All About It (Pt. III)                          | 2012                  | 25-08-2012            | 24              | 26           |                                               |
| Wonder                                               | 10-09-2012            | 01-12-2012            | 45              | 3            | met Naughty Boy                               |
| Beneath Your Beautiful                               | 2012                  | 15-12-2012            | 4               | 19           | met Labrinth                                  |
| Clown                                                | 2013                  | 09-02-2013            | 32              | 12           | Nr. 5 in de Radio 2 Top 30                    |
| Lifted                                               | 2013                  | 07-09-2013            | tip9            | -            | met Naughty Boy                               |
| Free                                                 | 2013                  | 30-11-2013            | 36              | 6            | met Rudimental / Nr. 16 in de Radio 2 Top 30  |
| What I Did for Love                                  | 2014                  | 21-02-2015            | 24              | 10           | met David Guetta                              |
| Hurts                                                | 2016                  | 01-10-2016            | 28              | 10           |                                               |
| Highs & Lows                                         | 2017                  | 18-02-2017            | tip             | -            |                                               |
| Love Me More                                         | 2017                  | 29-07-2017            | tip35           | -            | met Chase & Status                            |
| Starlight                                            | 2017                  | 21-10-2017            | tip             | -            |                                               |
| Survive                                              | 2018                  | 29-09-2018            | tip             | -            | met Don Diablo & Gucci Mane                   |
| Sparrow                                              | 2019                  | 23-03-2019            | tip             | -            |                                               |
| One of a Kind                                        | 2020                  | 22-02-2020            | tip             | -            |                                               |

### NPO Radio 2 Top 2000
| Nummers met noteringen in de NPO Radio 2 Top 2000 | '12 | '13  | '14  | '15  | '16  | '17  | '18  | '19  | '20  |
| ------------------------------------------------- | --- | ---- | ---- | ---- | ---- | ---- | ---- | ---- | ---- |
| Beneath Your Beautiful (met Labrinth)             | -   | 1442 | 1280 | 1753 | -    | -    | -    | -    | -    |
| Clown                                             | -   | -    | -    | 1381 | 1061 | 1251 | 1465 | 1671 | 1864 |
| Next to Me                                        | 970 | 1169 | -    | -    | -    | -    | -    | -    | -    |
| Read All About It                                 | ×   | 1017 | 985  | 1306 | 1645 | -    | 1983 | -    | -    |

1. ↑  Een '-' betekent dat het nummer niet was genoteerd, een '×' betekent dat het nummer nog niet was uitgebracht en een vetgedrukt getal geeft de hoogste notering van een nummer aan.
2. ↑  2012 was het eerste jaar met een notering voor Emeli Sandé.
3. ↑  Deze tabel is bijgewerkt tot en met de laatste editie (2024).

- Bibsys: 14015519
- Bibliothèque nationale de France: cb16574972m (data)
- Gemeinsame Normdatei: 102767691X
- International Standard Name Identifier: 0000 0001 2250 8022
- Library of Congress Control Number: no2011115935
- MusicBrainz: 7cfaac66-62e5-4fcd-af1b-9d3aa8f68e8b
- Nationale Bibliotheek van Tsjechië: xx0127059
- Nederlandse Thesaurus van Auteursnamen: 352189894
- Système universitaire de documentation: 176930698
- Virtual International Authority File: 172276383
- WorldCat: E39PBJfRC7GvjyWpTDPPM9tkDq